# Hino da Independência
Le Hino da Independência (L'hymne de l'Indépendance) est un hymne officiel brésilien créé en 1822, commémorant la déclaration d'indépendance du pays envers le Portugal.
Il a été utilisé jusqu'à l'abdication, en 1831, du premier empereur du Brésil, Pierre Ier, le compositeur de la mélodie de l'hymne. Les paroles ont été écrites par Evaristo da Veiga.
Pierre Ier a rapidement perdu de sa popularité et son étroite association à l'hymne  dans l'esprit du peuple. Cependant, la composition de Pierre Ier est resté en usage comme chant patriotique et est jouée surtout dans les cérémonies civiles ou militaires célébrant l'indépendance du pays, et il a été déclaré « hymne de l'Indépendance du Brésil », en gardant, par conséquent, le statut de l'un des chants patriotiques officiels du Brésil.

## Paroles
Les couplets 3, 4, 5, 6, 8 et 10 ne sont généralement plus chantés quand l'hymne est joué.